# Rescuporis IV
Rescuporis IV, de nom complet Tiberius Julius Rhescuporis Philocaesar Philoromaios Eusebes (en grec antic Τιβέριος Ἰούλιος Ῥησκούπορις Φιλόκαισαρ Φιλορώμαίος Eυσεbής) va ser rei del Bòsfor. El seu nom va acompanyat del d'altres reis del territori, Farsanzes I (253-254), Sauromates IV (276) i Teiranes (276-278). No són clares les relacions d'aquests monarques entre ells, i podrien haver estat rivals del tron.
Va pujar al tron cap a l'any 239 succeint a Inintemeros, segurament el germà de Cotis III del Bòsfor i de Sauromates III, encara que és difícil d'establir una genealogia clara entre els reis, ja que els seus noms es coneixen sobretot per les monedes. Rescuporis IV va regnar fins al 253 quan potser va ser enderrocat pel seu fill Farsanzes I que ja havia governat breument entre els anys 235-236. Farsanzes no es va poder sostenir i Rescuporis va recuperar el poder però Farsanzes va continuar la lluita i el 257 tornava a ocupar (per tercera vegada) el tron. Un Rescuporis va recuperar el poder el 261 però no és clar si era Rescuporis IV o Rescuporis V, ja que algunes fonts diuen que va ser un altre Rescuporis, germà de Farsanzes. Es va mantenir en el poder fins al 267 en què apareix Quedosbi (Chedosbius), germà de Farsanzes, fins al 272. Rescuporis (un dels dos) tornava a governar l'any 272 i es va mantenir en el tron fins al 275. En aquest any apareix al tron Sauromates IV, germà de Farsanzes i potser fill de Rescuporis IV amb un breu regnat que va donar pas al del seu germà Teiranes entre els anys 276-279 per retornar Quesdosbi per segona vegada al tron potser el 279.
En aquesta etapa es va produir la intervenció dels gots que van atacar el regne i aquestes lluites internes reflectirien segurament els seus suports. Rescuporis IV va haver de concedir a Boranes, el rei got, l'ús dels ports del país per servir com a base per les pirateries a la mar Negra i a l'Àsia Menor.